# Pelagonitissa

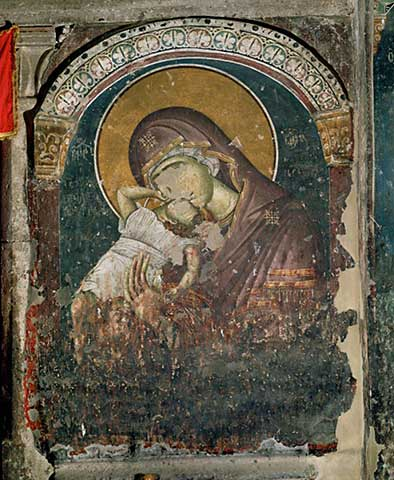
Pelagonitissa.
Séc. XIV. Na Igreja de São Jorge, em Staro Nagoričane
.

Pelagonitissa (também conhecida como Virgem com o Menino Brincando) é uma representação iconográfica da Teótoco (Virgem Maria) que geralmente mostra a Virgem segurando o Menino Jesus se movimentando abruptamente, com a cabeça jogada para trás e se agarrando à mãe.

## História
A Pelagonitissa se desenvolveu nos séculos XII e XIII no Império Bizantino, particularmente na região da Macedônia e na Sérvia. O nome "Pelagonitissa" faz referência à cidade de Bitola, previamente conhecida como Pelagônia.
Acredita-se que a Pelagonitissa seja uma variante do ícone Eleusa no qual o Menino Jesus também está no colo da Virgem, mas descansando com o rosto junto ao dela. Um dos mais conhecidos exemplos está na na Igreja de São Jorge, em Staro Nagoričane, restaurada pelo rei da Sérvia Milutino no século XIII.

## Galeria

Pelagonitissa
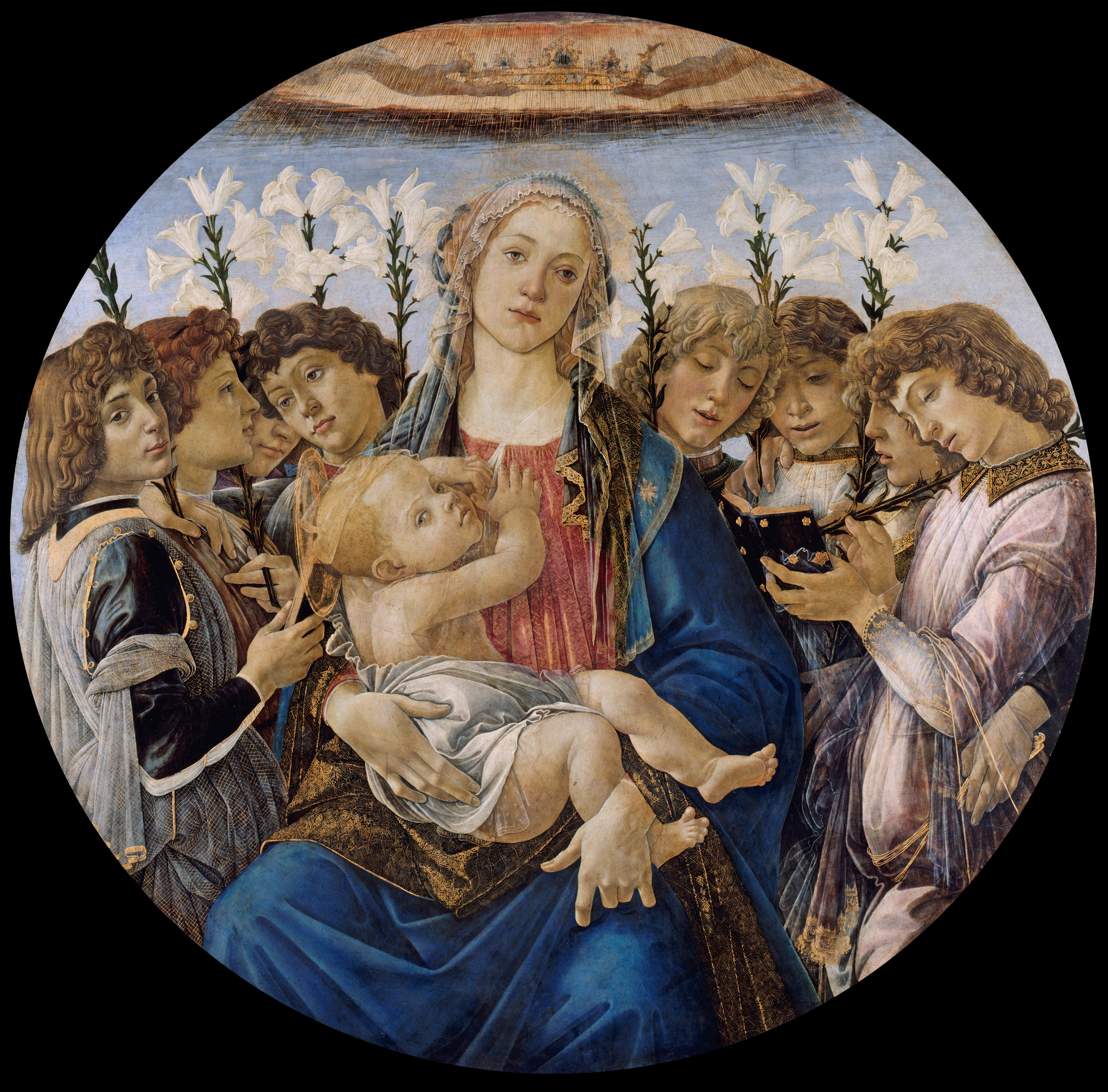
Sandro Botticelli, 1477.
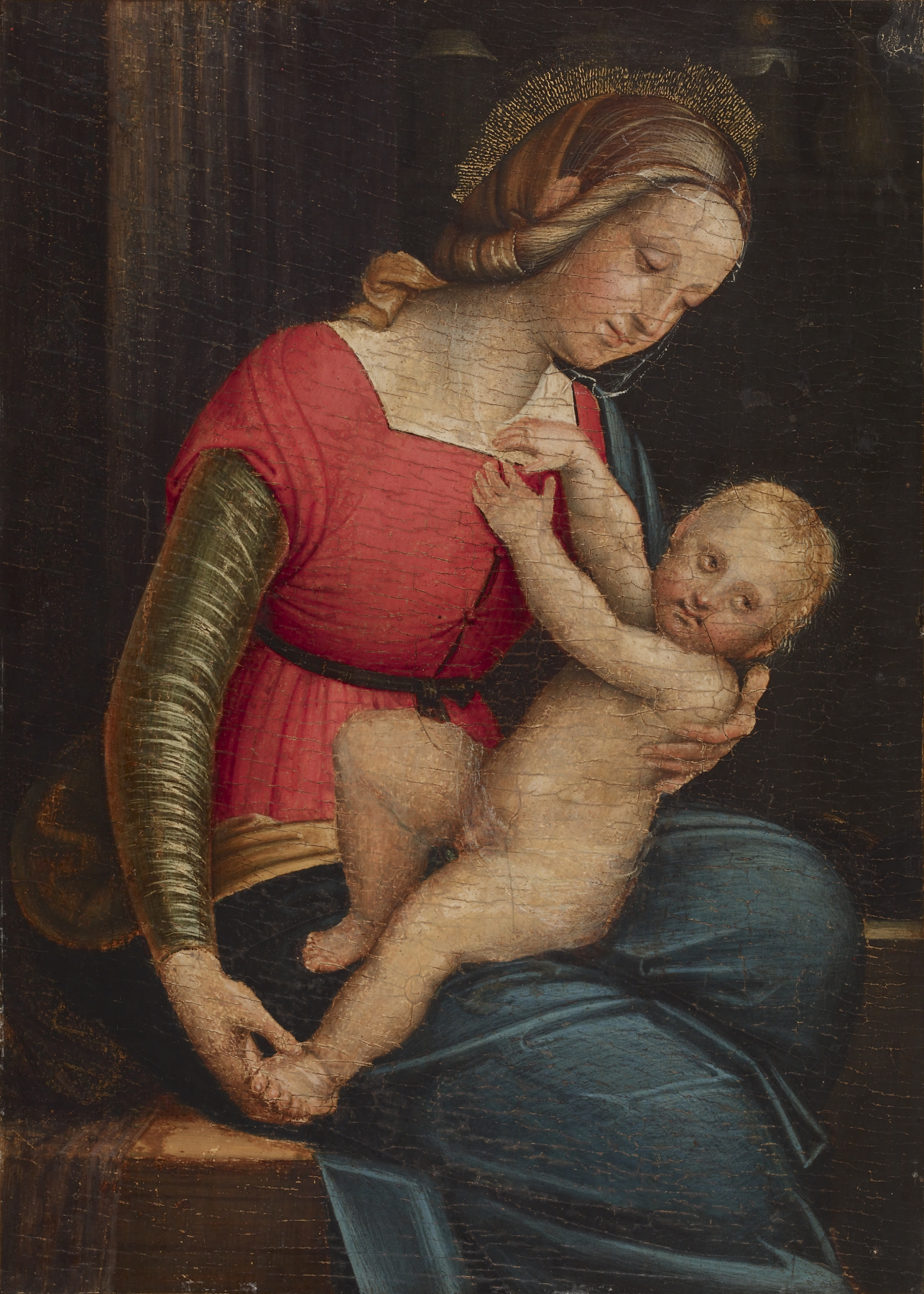
Gerolamo Giovenone, Séc. XV
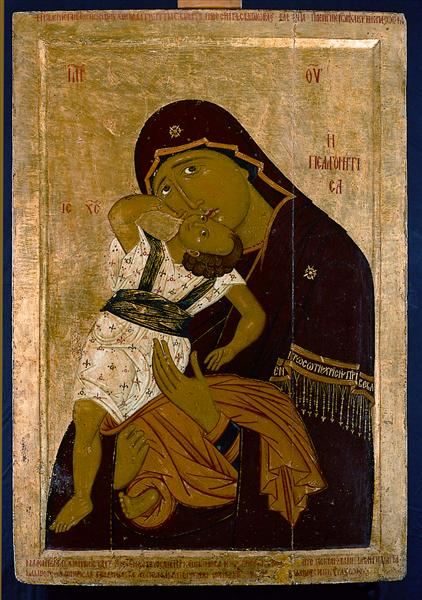
Virgem Pelagonitissa, Mosteiro de Zrze. Por Makarios Zographos, 1421–1422.